# Леппяниэми
Ле́ппяниэми (карел. Leppänniemi) — посёлок в составе Найстенъярвского сельского поселения Суоярвского района Республики Карелия России. 

## География
Расположен на северо-восточном берегу озера Суоярви.

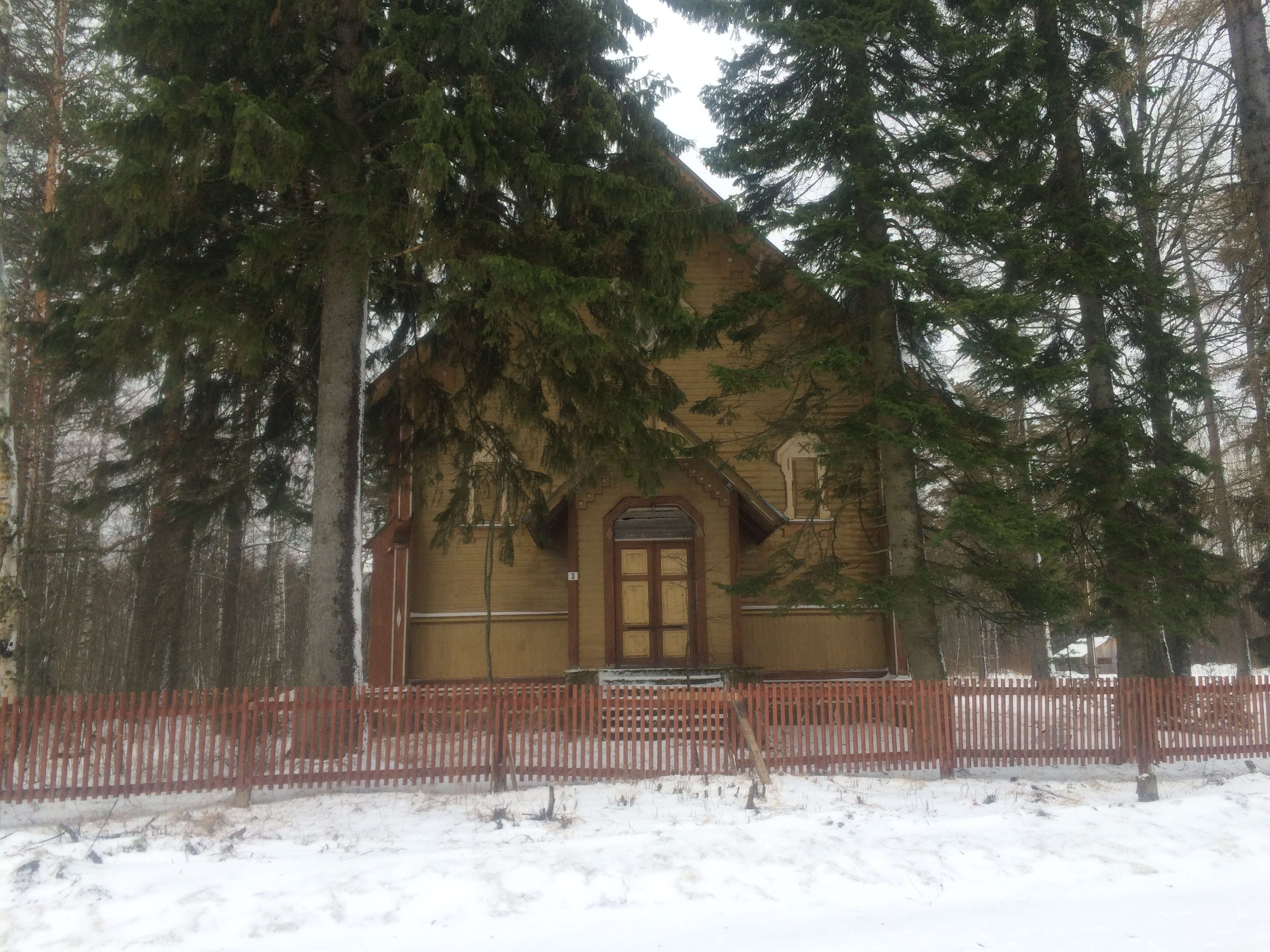
Лютеранская церковь.

## Название
Название посёлка происходит от карельского леппя — «ольха» и ниеми — «мыс».

## Достопримечательности
В посёлке находится лютеранская церковь (1892 год).

## Население
| 2002 | 2009 | 2010 | 2013 |
| ---- | ---- | ---- | ---- |
| 76   | ↘62  | ↘55  | ↗56  |